# K2-16
K2-16, EPIC 201754305 — одиночная звезда в созвездии Девы на расстоянии приблизительно 1060 световых лет (около 325 парсек) от Солнца. Визуальная звёздная величина звезды — +14,713m.
Вокруг звезды обращается, как минимум, три планеты.

## Характеристики
K2-16 — оранжевый карлик спектрального класса K3V, или K5. Масса — около 0,67 солнечной, радиус — около 0,66 солнечного, светимость — около 0,173 солнечной. Эффективная температура — около 4651 K.

## Планетная система
В 2015 году группой астрономов проекта «Кеплер» было объявлено об открытии планет K2-16 b и K2-16 c.
В 2019 году группой астрономов проекта «Кеплер» было объявлено об открытии планеты K2-16 d.